# Jenny Scheinman
Jenny Scheinman est une violoniste de jazz.
Elle est née à Petrolia en  Californie dans le comté de Humboldt. 
Elle vit actuellement à New York.
Elle a collaboré avec Linda Perry, Norah Jones, Ani Difranco, Aretha Franklin, Lucinda Williams, Bobo, and Bill Frisell et a réalisé de nombreux CD acclamés par la critique dont l'un classé parmi les « dix meilleurs albums » du New York Times en 2005. 
Elle est la nièce de Victor Scheinman, un pionnier de la robotique.

## Discographie
- 1998, Shweta Jhaveri, Anahita, (Intuition)
- 2000, Marta Topferova, Sueño Verde, (Circular Moves)
- 2000, Scott Amendola, Band Band, (Artofmyheart)
- 2002, Norah Jones, Come Away With Me, (Blue Note)
- 2003, Bill Frisell, The Intercontinentals, (Nonesuch)
- 2004, Bill Frisell, Unspeakable, (Nonesuch)
- 2005, Dan Levinson & his Canary Cottage Dance Orchestra, Crinoline Days, (Stomp Off)
- 2005, Marta Topferova, La Marea, (World Village)
- 2005, Scott Amendola Band, Believe, (Cryptogramophone)
- 2005, Bill Frisell, RICHTER 858, (Songlines)
- 2007, Bill Frisell, All Hat
- 2007, Lucinda Williams, West, (Lost Highway)
- 2007, Ani Difranco, Red Letter Year (Righteous Babe Records)
- 2008, Bill Frisell, History, Mystery, (Nonesuch)
- 2011, Bill Frisell, All We Are Saying..., (Savoy Jazz)